# Centaurea spruneri subsp. guicciardii
Centaurea spruneri subsp. guicciardii (Boiss.) Hayek ist eine Unterart der Pflanzenart Centaurea spruneri Boiss. & Heldr. aus der Gattung Centaurea.

## Merkmale
Centaurea spruneri subsp. guicciardii ist ein ausdauernder Schaft-Hemikryptophyt, der Wuchshöhen von 10 bis 30 Zentimetern erreicht. Die Hülle ist eiförmig und hat einen Durchmesser von ungefähr 20 Millimeter. Die unteren Blätter sind derb, sehr leierförmig mit wenigen Seitenfiederpaaren und durch Gliederhaare rau. Das Anhängsel der Hüllblätter ist halbmondförmig und gelblichbraun. Sein Dorn ist 10 bis 20 Millimeter lang. Die Blüten sind rosa bis purpurn. Die äußeren Blüten sind strahlend. Die Frucht ist ungefähr 3 Millimeter groß und der Pappus ist dreimal so lang.
Die Blütezeit reicht von Juni bis Juli.

## Vorkommen
Centaurea spruneri subsp. guicciardii kommt auf dem griechischen Festland, in Albanien und im Bereich der Ägäis vor. Die Unterart wächst auf Kultur- und Brachland sowie auf trockenen Ruderalstellen. Auf Kreta ist sie in Höhenlagen von 0 bis 700 Metern zu finden.

## Belege
1. 1 2  Werner Greuter: Compositae (pro parte majore): Centaurea spruneri. In: Werner Greuter, Eckhard von Raab-Straube (Hrsg.): Compositae. Euro+Med Plantbase - the information resource for Euro-Mediterranean plant diversity. Berlin 2006–2009.
2. 1 2 3  Ralf Jahn, Peter Schönfelder: Exkursionsflora für Kreta. Mit Beiträgen von Alfred Mayer und Martin Scheuerer. Eugen Ulmer, Stuttgart (Hohenheim) 1995, ISBN 3-8001-3478-0, S. 328.